# Il richiamo del nord
Il richiamo del nord (Wild Geese Calling) è un film del 1941 di John Brahm.

## Trama
Un boscaiolo si è sposato con una ex danzatrice di saloon e si trasferisce al nord dove mette in piedi una pensione: troppo tardi però scopre che la moglie se la intende con il suo migliore amico.